# Bernardo Couto
Bernardo Couto (Lisboa, 19 de Dezembro de 1979) é um guitarrista de fado português.

## Biografia
Couto começou a tocar guitarra portuguesa aos 14 anos tendo como mestre o guitarrista Carlos Gonçalves. Mais tarde teve como mestres os guitarristas Paulo Parreira, Ricardo Rocha e Pedro Caldeira Cabral.
Licenciou-se em Direito,estudou no Conservatório de música e a partir de 2004 começa a tocar na casa de fado "Mesa de Frades" Desde aí já acompanhou inúmeros fadistas tais como António Zambujo, Camané, Cristina Branco,Carminho Ana Moura e Raquel Tavares, tendo tocado em países como Espanha, França, Holanda, Dinamarca, Chile, Argentina, Hong Kong, etc.
Faz também parte do trio LST -Lisboa String Trio - conjuntamente com o guitarrista José Peixoto e o contrabaixista Carlos Barretto